# Eurhynchium nivium
Eurhynchium nivium là một loài rêu trong họ Brachytheciaceae. Loài này được J.J. Amann mô tả khoa học đầu tiên năm 1918.